# Hirvensalmi
Hirvensalmi è un comune finlandese di 2091 abitanti, situato nella regione del Savo Meridionale.